# Годзилла: Возрождение
«Годзилла: Возрождение» (яп. シン・ゴジラ Син Годзира, «Новый Годзилла», «Истинный Годзилла», «Божественный Годзилла») — японский фантастический фильм (кайдзю-эйга) с участием огромного ящера Годзиллы. Это 30-й фильм во франшизе Годзиллы, 29-й фильм о Годзилле, произведённый компанией Toho, первый японский фильм о Годзилле со времён выхода фильма «Годзилла: Финальные войны» в 2004 году и первый перезапуск киносериала, который игнорирует первый фильм 1954 года. Фильм снят совместно режиссёрами Хидэаки Анно и Синдзи Хигути. Премьера фильма состоялась 29 июля 2016 года.
Хотя фильм собрал приличную кассу и получил положительное признание от критиков, спустя два года после выхода «Toho» заявила, что если и будет выпущен следующий фильм, то он не будет прямым сиквелом. По состоянию на 2024 год снят только «Годзилла: Минус один» (2023), никак не пересекающийся с данным.
В то время как изначально Годзилла был связан с темой ядерного оружия («Годзилла», 1954), в этом фильме ему придаётся схожая позиция по отношению к рискам использования «мирного атома», в значительной степени это касается крайне значимой для Японии аварии на Фукусиме-1 и складирования ядерных отходов. Кроме того, привлекается внимание к проблеме бездействия правительственных структур при чрезвычайных происшествиях, что часто становится причиной огромного числа смертей.

## Сюжет
Внезапно в Токийском заливе участок воды окрашивается в бордовый цвет и начинает кипеть. Прохожие фиксируют ситуацию на свои смартфоны, пресса также транслирует явление по телевидению. Премьер-министр Сэйдзи Окоти созывает экстренное совещание. Большинство членов правительства считают это явление геологическим извержением на дне, только молодой и амбициозный секретарь кабинета министров Рандо Ягути подозревает в этом нечто большее.
И он оказывается прав, когда на фотографиях становится виден хвост гигантского существа. Монстр движется к побережью и, используя реку Номи в районе Ота, наносит там большой ущерб. Чудовище выходит на берег и путём морфологической перестройки превращается в наземное животное. Район эвакуирован и воздушные силы планируют нанести вертолётный удар. Но поскольку в зоне атаки всё еще есть мирные жители, Окоти прекращает атаку. Затем монстр уходит обратно в море для охлаждения, поскольку температура его тела повышается.
Глядя на ущерб, становится ясно, что правительству действительно нужно уничтожить зверя. Ягути возглавляет оперативную группу по изучению монстра. Она исследует следы пребывания монстра и замечает сильное ионизирующее излучение, исходящее от них. Поэтому целевая группа подозревает, что существо питается энергией от ядерного деления. Целевой группе помогает Каёко Энн Паттерсон, американка японского происхождения, которая является специальным посланником президента Соединенных Штатов.
Вскоре после этого зверь, названный Годзиллой, снова замечен на японском побережье недалеко от Камакуры. Годзилла растёт невероятно быстро и становится в два раза больше, чем при первом нападении. Он выходит в Камакуре на берег и движется в сторону центра Токио. Японская армия мобилизует все подразделения, но не может остановить продвижение Годзиллы. Своим тепловым лучом он разрушает другие прибрежные части Токио, после чего впадает в оцепенение.
Оперативной группой Ягути составляется план, как остановить Годзиллу с помощью коагулянта крови, на том основании, что кровь должна быть охлаждающей системой, и если заблокировать её циркуляцию, то произойдёт вынужденная остановка внутреннего реактора монстра. Также они обнаруживают, что у Годзиллы есть клетки, которые постоянно развиваются и способны к бесполому размножению. Тем временем Организация Объединённых Наций санкционирует ядерную атаку на Годзиллу, если японцы не ликвидируют его в течение двух недель.
Паттерсон, которая не хочет, чтобы земля её предков стала жертвой очередной ядерной атаки, решает использовать свои политические связи, чтобы дать Ягути и его оперативной группе достаточно времени для уничтожения Годзиллы. Всего за несколько часов до истечения выделенного ООН времени оперативная группа реализует свой план. Годзиллу цепочкой взрывов валят на землю и вводят в пасть коагулянт, наспех произведенный промышленными компаниями. Однако Годзилла встаёт и разрушает крановые системы, подающие жидкость. После трёх волн пробуждения Годзилла переходит во фригидное состояние и становится похож на каменное изваяние. В ближайшие годы от него не ожидают какой-либо активности.
После победы над Годзиллой Токио начинает восстанавливаться. Радиоактивные элементы, выброшенные чудовищем, имеют очень короткий период полураспада, поэтому радиоактивное загрязнение не представляет большой опасности. Однако новое правительство Японии заявляет о своей готовности принять термоядерную ядерную атаку, если Годзилла снова проснётся. В последней сцене фильма конец хвоста Годзиллы превращается в человекоподобных существ, похожих на него.

## В ролях
- Хироки Хасэгава — Рандо Ягути, заместитель генерального секретаря Кабинета министров[4]
- Сатоми Исихара — Каёко Энн Паттерсон,> специальный посланник президента США[4]
- Ютака Такэноути — Хидэки Акасака, помощник премьер-министра[4]

## Создание
- Хидэаки Анно — режиссёр, сценарист, монтаж[5]
- Синдзи Хигути — сорежиссёр, режиссёр визуальных эффектов[5]
- Кацуро Оноэ — помощник режиссёра, креативный директор визуальных эффектов[5]
- Ацуки Сато — монтаж, супервайзер визуальных эффектов[5]
- Тэцуо Ооя — продюсер визуальных эффектов[5]
- Сиро Сагису — композитор[5]
- Минами Итикава — главный продюсер[5]
- Таиси Уэда — продюсер[5]
- Ёсихиро Сато — продюсер[5]
- Масая Сибусава — продюсер[5]
- Кадзутоси Вадакура — продюсер[5]
- Акихиро Ямаути — исполнительный продюсер[5]
- Такэси Сато — менеджер производства[5]
- Масато Инацуки — менеджер производства[5]
- Кэнсэй Мори — линейный продюсер[5]
- Косукэ Ямада — кинооператор[5]

В декабре 2014 года Toho объявили о планах по созданию нового фильма о Годзилле, нацеленного на выход в 2016 году, заявив: «Это очень хороший выбор времени после того, как „Годзилла 3D“ стал успешным. Если не сейчас, то когда? Наш лицензионный контракт с Legendary никак не ограничивает нас в создании наших фильмов». Новый фильм не имеет связей с вселенной Годзиллы Legendary Pictures И стал перезапуском серии фильмов Toho. Минами Итикава — менеджер по производству фильма, а Таиси Уэда — руководитель фильма. Съёмки были запланированы на лето 2015 года. Toho дополнительно собрала проектную группу, известную как «Конференция Годзиллы» или «Godzi-Con», чтобы сформулировать будущие проекты.
В марте 2015 года Toho объявила, что фильм будет создан совместно Хидэаки Анно в качестве сценариста и Синдзи Хигути в качестве режиссёра спецэффектов, которые также сотрудничали при создании «Neon Genesis Evangelion». Кроме того, Toho объявили, что съёмки начнутся осенью 2015 года и фильм будет выпущен летом 2016 года. Toho выпустили рекламный постер со следом лапы нового Годзиллы, а также объявили, что их новый Годзилла превзойдёт в размерах Годзиллу Legendary Pictures и будет самым высоким за всё время. Toho обратились к Анно в начале 2013 года с предложением режиссировать перезагрузку, но Анно изначально отказался, чтобы продолжить работу над ремейком сериала Евангелион — Rebuild of Evangelion. Тем не менее, в конце концов Синдзи Хигути убедил его принять предложение.
Махиро Маэда создал новый дизайн для Годзиллы, в то время как Такаюки Такэя создал макет кайдзю. Режиссёр Хигути заявил, что он намерен показать «самого страшного Годзиллу в истории». Вдобавок стало известно, что для создания Годзиллы будут использоваться различные методы, такие как куклы, аниматроники и цифровые эффекты, а также костюм, приводимый в действие тремя людьми.

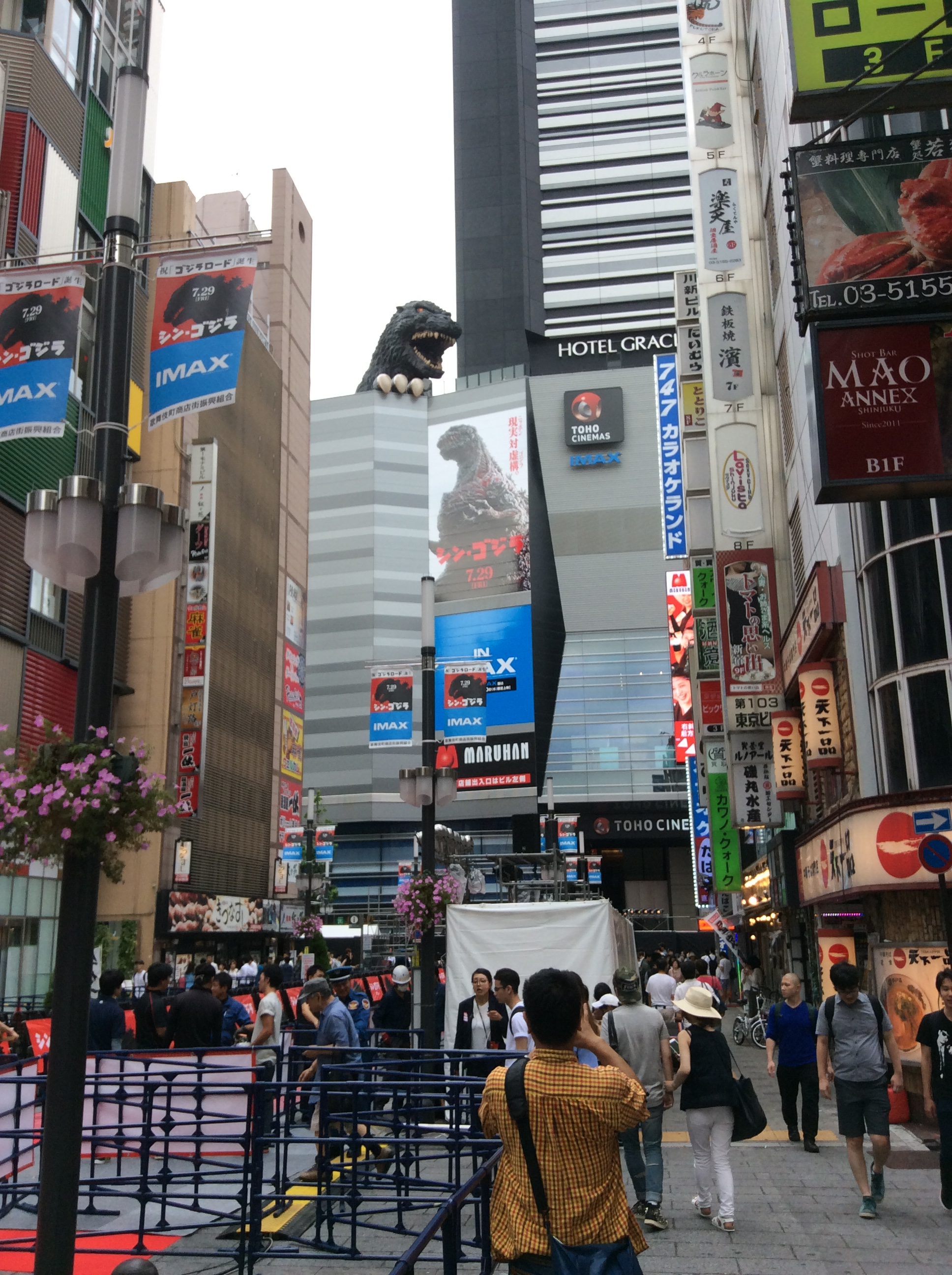
Shinjuku Toho Building во время премьеры фильма.

Основные съёмки начались 1 сентября 2015 года на железнодорожной станции Камата, фильм получил рабочие название Shin Gojira. 23 сентября 2015 Toho объявили официальное название фильма — Истинный Годзилла (яп. シン・ゴジラ Син Годзира), а также представили актёров — Хироки Хасэгава, Ютака Такэноути и Сатоми Исихара. Продюсер Акихиро Ямаути заявил, что название «Shin Gojira» было выбрано для фильма из-за различных значений, которое оно передаёт, например, «новый», «истинный», или «Бог». Ямаути также подтвердил, что фильм планировался в течение достаточно долгого времени, заявив, что «фильм был в работе долгое время, и его производство не было начато только из-за голливудского Годзиллы».
Основные съёмки закончились в конце октября 2015 года, а начало работы над спецэффектами было запланировано на ноябрь 2015. В ноябре 2015 года без предварительных уведомлений Toho выпустила промо-ролик на американском кинорынке, показав официальное английское название фильма — англ. Godzilla Resurgence.
В декабре 2015 года Toho представили первый тизер фильма и тизер плакат, раскрывающий новый дизайн Годзиллы и дату выхода фильма в Японии — 29 июля 2016 года. Chunichi Sports сообщили о том, что размер нового Годзиллы будет 118,5 метров (389 футов) в высоту — больше, чем на 10 метров выше, Годзиллы производства Legendary Pictures.
В январе 2016 в интернет просочились изображения нового Годзиллы. В конце марта 2016 года было объявлено о «максимальном сотрудничестве» между Годзиллой и Евангелионом для выпуска различных товаров в апреле 2016. В середине апреля 2016 Toho показали полный дизайн нового Годзиллы, а также выпустили первый трейлер, подробности относительно основных и второстепенных персонажей, а также сообщили о том, что фильм будет выпущен в форматах IMAX, 4DX и MX4D.

## Особенности Годзиллы
В этом фильме дизайн Годзиллы во многом инновационен и самостоятелен, за что был прозван ShinGoji (англ. Shin — непереведённое в названии фильма японское シン, яп. Син + Goji — сокращение от Gojira — альтернативной транслитерации ゴジラ, яп. Годзира, на английский язык).
- Впервые в истории франшизы применяется концепция "ускоренной эволюции", когда организм адаптируется к окружающей среде без смены поколений. В данном случае наблюдается подобие тетраподизации (преобразований на пути эволюции от рыб до наземных четвероногих): у монстра исчезают жабры, утрачивается плавательная функция хвоста, глаза развивают мигательную перепонку, а задние лапы начинают применяться для передвижения по суше. Всего Годзилла проходит 4 стадии этого процесса, превращаясь из земноводнообразного существа в непосредственно Годзиллу. 
  - После выхода фильма прохождение нескольких этапов "ускоренной эволюции" легло в основу метаморфоз Годзиллы в «Годзилла: Точка сингулярности[англ.]» и, вероятно, феномена гипер-эволюции живых существ в «Годзилла: Планета чудовищ[англ.]».
- Происхождение Годзиллы также ново: в «Возрождении» он является древним морским существом, которое приобрело черты Годзиллы вследствие поедания радиоактивных отходов.
- Общий облик чудовища приобрёл ряд видоизменений. Прежде всего, это уменьшенные и нефункциональные передние лапы, разлинованная светящимися полосами шкура, беспорядочные, сравнительно мелкие зубы и смещённые пропорции туловища, ног и хвоста.
- «Атомное дыхание» («тепловой луч») этой версии Годзиллы не менее уникально. Оно разжигается не моментально, а постадийно. Также внимание привлекают его форма и цвет: при очень малом радиусе луча, что в целом нехарактерно (первые версии Годзиллы выдыхали разгорячённый пар, более поздние — толстый голубой либо зелёный протуберанец), оно светится сиреневым. Более того, Годзилла извергает эти лучи не только изо рта, но и — при надобности — из спины и хвоста. Во время сожжения Токио этим дыханием он раскрывает нижнюю челюсть горизонтально.